# همه‌پرسی بازنگری قانون اساسی جمهوری اسلامی ایران
همه‌پرسی بازنگری قانون اساسی جمهوری اسلامی ایران پس از پیشنهاد و تأیید اصلاح‌ها در هیئت بازنگری در تاریخ ۶ مرداد ۱۳۶۸ که ۵۴٫۵٪ درصد از کل واجدین شرایط در آن شرکت نمودند و با ۹۷٫۵٪ رای مثبت به تصویب مردم ایران رسید.
تغییر اصطلاح ولایت فقیه به ولایت مطلقه فقیه، حذف شرط مرجعیت برای ولی فقیه افزایش اختیارات رهبر، حذف شورای رهبری، افزایش اختیارات شورای نگهبان، تأسیس مجمع تشخیص مصلحت نظام و حذف منصب نخست‌وزیر از جمله تغییرات بودند.
پس از تصویب اولین قانون اساسی جمهوری اسلامی ایران در سال ۱۳۵۸، سید روح‌الله خمینی در سال ۱۳۶۸ در نامه‌ای خطاب به سید علی خامنه‌ای رئیس‌جمهور وقت هیئتی به ریاست علی مشکینی را مأمور بازنگری و اصلاح قانون اساسی نمود. سه ماه بعد، پس از درگذشت سید روح‌الله خمینی، قانون اساسی بازنویسی شده در ۶ مرداد ۱۳۶۸ (همزمان با پنجمین دورهٔ انتخابات ریاست‌جمهوری) در همه‌پرسی‌ای با اکثریت آراء ۹۷٫۳۸٪ مردم (از ۵۴٫۵٪ کل واجدین شرایط، یعنی ۱۶٬۰۲۵٬۴۵۹ رأی مثبت از مجموع ۱۶٬۴۵۶٬۷۷۱) به تصویب رسید.

## اعضای هیئت
نزدیک به ده سال پس از تصویب اولین قانون اساسی جمهوری اسلامی ایران در تاریخ ۱۲ آذر ۱۳۵۸، سید روح‌الله خمینی در ۴ اردیبهشت ۱۳۶۸، چهل روز پیش از درگذشت اش در نامه‌ای خطاب به سید علی خامنه‌ای (رئیس‌جمهور وقت) هیئتی متشکل از بیست فرد مذهبی و سیاسی و همچنین پنج نماینده به انتخاب مجلس شورای اسلامی را مأمور بازنگری و اصلاح قانون اساسی نمود که ریاست این گروه را علی مشکینی برعهده داشت.
سید روح‌الله خمینی در نامه خود به سید علی خامنه‌ای، ۲۰ نفر زیر را برای عضویت در هیئت بازنگری قانون اساسی جمهوری اسلامی ایران معرفی کرد.
1. سید علی خامنه‌ای
2. حسن طاهری خرم‌آبادی
3. محمد مؤمن قمی
4. اکبر هاشمی رفسنجانی
5. ابراهیم امینی
6. علی مشکینی
7. میرحسین موسوی
8. حسن حبیبی
9. سید عبدالکریم موسوی اردبیلی
10. سید محمد موسوی خوئینی
11. محمد محمدی گیلانی
12. ابوالقاسم خزعلی
13. محمد یزدی
14. محمد امامی کاشانی
15. احمد جنتی
16. محمدرضا مهدوی کنی
17. احمد آذری قمی
18. محمدرضا توسلی
19. مهدی کروبی
20. عبدالله نوری

مجلس شورای اسلامی نیز در ۵ اردیبهشت ۶۸ افراد زیر را به عنوان ۵ عضو مورد انتخاب مجلس برای عضویت در این هیئت معرفی کرد.
1. حسین هاشمیان
2. عباسعلی عمید زنجانی
3. اسدالله بیات زنجانی
4. نجفقلی حبیبی
5. هادی خامنه‌ای

به ادعای حسینعلی منتظری، می‌خواستند ریاست شورای بازنگری را به وی که ریاست مجلس خبرگان قانون اساسی در سال ۱۳۵۸ را بر عهده داشت واگذار نمایند، ولی او با بیشتر تغییرات پیشنهادی در قانون اساسی مخالف بود و آن را مخالف آزادی و جمهوریت نظام تلقی می‌نمود برای همین با این پیشنهاد مخالفت کرد.

## موارد همه‌پرسی
این همه‌پرسی در سه ماده بیان شده بود که به شرح زیر بود:
- ماده یک) در تمامی اصول و سرفصل‌ها و مقدمه قانون اساسی جمهوری اسلامی ایران، عبارت «مجلس شورای ملی» به «مجلس شورای اسلامی» تغییر می‌یابد.[۳]
- ماده دو) عنوان مبحث اول فصل نهم یعنی «ریاست جمهوری» به «ریاست جمهوری و وزراء» تبدیل گردد و عنوان مبحث سوم همین فصل (قبل از اصل یکصد و چهل و سوم) به مبحث دوم تغییر یابد و عنوان مبحث دوم، نخست‌وزیر و وزراء (قبل از اصل یکصد و سی و سوم) حذف گردد و عنوان فصل دوازدهم، رسانه‌های گروهی به فصل دوازدهم، صدا و سیما تغییر یابد و قبل از اصل یکصد و هفتاد و ششم عنوان فصل سیزدهم، شورای عالی امنیت ملی و قبل از اصل یکصد و هفتاد و هفتم، عنوان فصل چهاردهم، بازنگری در قانون اساسی افزوده گردد.[۳]
- ماده سه) اصول

۵-۵۷-۶۰-۶۴-۶۹-۷۰-۸۵-۸۷-۸۸-۸۹-۹۱-۹۹-۱۰۷-۱۰۸-۱۰۹-۱۱۰-۱۱۱-۱۱۲-۱۱۳-۱۲۱-۱۲۲-۱۲۴-۱۲۶-۱۲۷-۱۲۸-۱۳۰-۱۳۱-۱۳۲-۱۳۳-۱۳۴-۱۳۵-۱۳۶-۱۳۷-۱۳۸-۱۴۰-۱۴۱-۱۴۲-۱۵۷-۱۵۸-۱۶۰-۱۶۱-۱۶۲-۱۶۴-۱۷۳-۱۷۴ و ۱۷۵ اصلاح می‌شود و تغییر و تتمیم می‌یابد و به جای اصول قانون اساسی مصوب ۱۳۵۸ قرار می‌گیرد و اصول ۱۷۶ و ۱۷۷ نیز به قانون اساسی اضافه می‌شود و کلیه اصلاحات و تغییرات و جابه جایی‌ها و اضافات در چهل و هشت اصل مدون تصویب می‌گردد.

## تغییرات عمدهٔ قانون اساسی بر اثر این بازنگری

### حذف شرط مرجعیت برای مقام رهبری
یکی از اتفاقات بحث‌برانگیز در جمهوری اسلامی ایران، انتخاب سید علی خامنه‌ای به مقام رهبریست، چرا که وی یکی از شروط به دست گرفتن امور رهبری یعنی مرجعیت را مطابق با قانون اساسی نداشت.
بر اساس اصل صد و نهم قانون اساسی «شرایط و صفات رهبر یا اعضای شورای رهبری» عبارت بودند از: «صلاحیت علمی و تقوایی لازم برای افتا و مرجعیت» و همچنین «بینش سیاسی و اجتماعی و شجاعت و قدرت و مدیریت کافی برای رهبری». و سید علی خامنه‌ای عنوان مرجعیت را نداشت. از این رو سید علی خامنه‌ای به عنوان رهبر موقت انتخاب شد.
پیش از تغییر قانون اساسی، سید روح‌الله خمینی در اواخر عمر خود در ۹ اردیبهشت ۱۳۶۸ در نامه‌ای به علی مشکینی رئیس شورای بازنگری قانون اساسی خواستار حذف شرط مرجعیت برای رهبری شده بود:
«در مورد رهبری، ما که نمی‌توانیم نظام اسلامی مان را بدون سرپرست رها کنیم. باید فردی را انتخاب کنیم که از حیثیت اسلامی مان در جهان سیاست و نیرنگ دفاع کند. من از ابتدا معتقد بودم و اصرار داشتم که شرط مرجعیت لازم نیست. مجتهد عادل مورد تأیید خبرگان محترم سراسر کشور کفایت می‌کند. اگر مردم به خبرگان رأی دادند، مجتهد عادلی را برای رهبری حکومتشان تعیین کند، وقتی آن‌ها هم فردی را تعیین کردند تا رهبری را بر عهده بگیرد، قهراً او مورد قبول مردم است، در این صورت او ولیّ منتخب مردم می‌شود و حکمش نافذ است.»
در جریان اصلاح قانون اساسی که پس از رهبری موقت سید علی خامنه‌ای صورت گرفت، اصل صد و نهم قانون اساسی تغییر یافت تا شرط مرجعیت از آن حذف شود، و سپس با رأی‌گیری مجدد در خبرگان وی رسماً به عنوان رهبر جمهوری اسلامی برگزیده شد.
در اصل جدید شرایط و صفات رهبر به صورت زیر تعریف شده‌است:
- صلاحیت علمی لازم برای افتا در ابواب مختلف فقه.
- عدالت و تقوای لازم برای رهبری امت اسلام.
- بینش صحیح سیاسی و اجتماعی، تدبیر، شجاعت، مدیریت و قدرت کافی برای رهبری.
- در صورت تعدد واجدین شرایط فوق، شخصی که دارای بینش فقهی و سیاسی قوی‌تر باشد مقدم است.

### حذف کلمات رهبر و شورای رهبری
یکی از تغییرات مهم دیگر در قانون اساسی حذف واژه‌های «رهبر» و «شورای رهبری» از اصل پنجم قانون اساسی بود. اصل پنجم بدین شکل اصلاح شد: «در زمان غیبت حضرت ولی عصر (عجل الله تعالی فرجه)، در جمهوری اسلامی ایران ولایت امر و امامت امت بر عهده فقیه عادل و با تقوی، آگاه به زمان، شجاع، مدیر و مدبر است که طبق اصل یکصد و هفتم عهده‌دار آن می‌گردد.» این در حالی است که در متن قانون اساسی قبلی علاوه بر رهبری شورای رهبری نیز وجود داشت: «اصل سابق: در زمان غیبت حضرت ولی عصر (عجل‌الله تعالی فرجه)، در جمهوری اسلامی ایران ولایت امر و امامت امت بر عهده فقیه عادل و با تقوی، آگاه به زمان، شجاع، مدیر و مدبر است، که اکثریت مردم او را به رهبری شناخته و پذیرفته باشند و در صورتی که هیچ فقیهی دارای چنین اکثریتی نباشد رهبر یا شورای رهبری مرکب از فقهای واجد شرایط بالا طبق اصل یکصد و هفتم عهده‌دار آن می‌گردد.»

### افزایش اختیارات رهبری
یکی دیگر از تغییرات عمده قانون اساسی در جریان اصلاحیه سال ۱۳۶۸ افزایش اختیارات رهبری بود. در اصل صد و ده اولین قانون اساسی جمهوری اسلامی ایران وظایف و اختیارات رهبری به شرح زیر ذکر شده بود:
- تعیین فقهای شورای نگهبان.
- نصب عالیترین مقام قضایی کشور.
- فرماندهی کلی نیروهای مسلح به ترتیب زیر:
  - نصب و عزل رئیس ستاد مشترک ارتش جمهوری اسلامی ایران.
  - نصب و عزل فرمانده کل سپاه پاسداران انقلاب اسلامی.
  - تشکیل شورای عالی دفاع ملی، مرکب از هفت نفر از اعضای زیر:
    - رئیس‌جمهور.
    - نخست‌وزیر.
    - وزیر دفاع.
    - رئیس ستاد مشترک.
    - فرمانده کل سپاه پاسداران انقلاب اسلامی.
    - دو مشاور به تعیین رهبر.
- تعیین فرماندهان عالی نیروهای سه‌گانه به پیشنهاد شورای عالی دفاع.
- اعلام جنگ و صلح و بسیج نیروهای به پیشنهاد شورای عالی دفاع.
- امضای حکم ریاست جمهور پس از انتخاب مردم صلاحیت داوطلبان ریاست جمهوری از جهت دارا بودن شرایطی که در این قانون می‌آید باید قبل از انتخابات به تأیید شورای نگهبان و در دوره اول به تأیید رهبری برسد.
- عزل رئیس‌جمهور با در نظر گرفتن مصالح کشور، پس از حکم دیوان عالی کشور به تخلف وی از وظایف قانونی یا رأی مجلس شورای ملی به عدم کفایت سیاسی او.
- عفو یا تخفیف مجازات محکومین، در حدود موازین اسلامی، پس از پیشنهاد دیوان عالی کشور.

پس از اعمال اصلاحات در قانون اساسی اختیارات زیر به اصل ۱۱۰ افزوده شد:
- تعیین سیاست‌های کلی نظام جمهوری اسلامی ایران پس از مشورت با مجمع تشخیص مصلحت نظام.
- نظارت بر حسن اجرای سیاست‌های کلی نظام.
- فرمان همه‌پرسی.
- نصب و عزل و قبول استعفای رئیس سازمان صدا و سیمای جمهوری اسلامی ایران.
- حل اختلاف و تنظیم روابط قوای سه‌گانه.
- حل معضلات نظام که از طرق عادی قابل حل نیست، از طریق مجمع تشخیص مصلحت نظام.

### تغییر نام ولایت به ولایت مطلقه
در اصل۵۷ قانون اساسی اولیه آمده بود: «قوای حاکم در جمهوری اسلامی ایران عبارتند از: قوه مقننه، قوه مجریه و قوه قضاییه که زیر نظر ولایت امر و امامت امت، بر طبق اصول آینده این قانون اعمال می‌گردند. این قوا مستقل از یکدیگرند و ارتباط میان آن‌ها به وسیله رئیس‌جمهور برقرار می‌گردد». این تغییر در زمان روح‌الله خمینی اتفاق افتاد
پس از اصلاح قانون اساسی این اصل به صورت زیر اصلاح شد:
«قوای حاکم در جمهوری اسلامی ایران عبارتند از: قوه مقننه، قوه مجریه و قوه قضاییه که زیر نظر ولایت مطلقه امر و امامت امت بر طبق اصول آینده این قانون اعمال می‌گردند. این قوا مستقل از یکدیگرند».

### افزایش اختیارات شورای نگهبان
در اصل۹۹ اولین قانون اساسی جمهوری اسلامی ایران تصریح شده بود «شورای نگهبان نظارت بر انتخاب رئیس‌جمهور، انتخابات مجلس شورای ملی و مراجعه به آراء عمومی و همه‌پرسی را بر عهده دارد». پس از اصلاح قانون اساسی، حق نظارت و تأیید صلاحیت نامزدهای انتخابات مجلس خبرگان رهبری نیز به این اختیارات افزوده شد.

### تشکیلمجمع تشخیص مصلحت نظام
همانگونه که در بخش اختیارات رهبری مشاهده شد، این مقام در اصلاحیه قانون اساسی اختیاری جدید پیدا کرد. اختیار جدید به رهبر این اجازه را داد تا با تشکیل مجمع تشخیص مصلحت نظام به اعمال نظر مستقیم در تمامی موارد اداره کشور بپردازد.
وظیفه اولیه مجمع تشخیص مصلحت نظام به این نحو تعریف شده‌است که هرگاه شورای نگهبان یکی از قوانین مصوب مجلس را بازگشت داد اما نمایندگان مجلس حاضر به تغییر مصوبه خود نشده و بر روی تصویب آن تأکید کردند، مجمع وارد عرصه شده و به حل اختلاف میان مجلس و شورای نگهبان بپردازد، در این شرایط حرف آخر را مجمع می‌زند.
اما عملاً و با گزینه‌ای که در آخرین بند مربوط به اختیارات رهبری به آن اشاره شد مجمع تشخیص مصلحت خود را مجاز دانست تا هرکجا که رهبری تشخیص دهد وارد عرصه شده و حتی خلاف اصول قانون اساسی قانونی را تصویب کند.
نمونه‌ای از این اقدامات مجمع تشخیص مصلحت نظام تفسیریه اصل۴۴ قانون اساسی بود. در حالی که قانون اساسی صراحتاً تمام صنایع سنگین، بانک‌ها و شرکت‌های عمده کشور را دولتی اعلام می‌کند، مجمع تشخیص مصلحت نظام به دستور رهبر و با صدور بخش نامه‌ای تحت عنوان تفسیریه رهبری بر اصل چهل‌وچهارم قانون اساسی، خصوصی‌سازی صنایع دولتی را در دستور کار کلی نظام قرار داد.

### حذف مقام نخست‌وزیری
بنابر قانون اساسی اولیه، رئیس‌جمهور منتخب مردم موظف بود تا نخست‌وزیر را برای تشکیل کابینه تعیین کند. پس از انتخاب نخست‌وزیر از طرف رئیس‌جمهوری و تأیید آن از جانب مجلس، نخست‌وزیر مسئول تشکیل کابینه و تعیین وزرا بود. رئیس‌جمهور نیز به روابط بین‌المللی کشور و ارتباط با قوای دیگر (مجلس و قوه قضائیه) می‌پرداخت. اما پس از اصلاح قانون اساسی مقام نخست‌وزیری حذف شده و اختیار تعیین کابینه به رئیس‌جمهور واگذار شد.

### تغییر نام مجلس در متن قانون اساسی
«مجلس شورای ملی» نامی بود که ایرانیان از زمان انقلاب مشروطه با آن آشنایی داشتند و محل حضور تمامی ایرانیان برای قانون‌گذاری بود. بعد از انقلاب به دلیل تأسیس جمهوری اسلامی مجلس نمایندگان شورای ملی در اولین دوره خود عنوان «مجلس شورای اسلامی» را برای خود انتخاب نمود که با ماهیت و نوع نظام اسلامی حاکم همخوانی داشته باشد. در سال ۶۸ و با اصلاحیه قانون اساسی این نام رسماً به مجلس شورای اسلامی تغییر یافت.

## ایراد حقوقی به همه‌پرسی
طبق اصل ۵۹ قانون اساسی مصوب سال ۱۳۵۸ که در بازنگری نیز بدون تغییر باقی مانده‌است، در خواست مراجعه به آراء عمومی باید به تصویب دو سوم مجموع نمایندگان مجلس برسد. در آخرین نشست هیئت بازنگری نیز، هاشمی رفسنجانی به اشاره شدنِ غیر عمومیِ این موضوع از سوی تعدادی از نمایندگان مجلس اشاره می‌کند و این موضوع در هیئت مورد بحث قرار می‌گیرد. با تصویب هیئت، در اصل ۱۷۷ که مربوط به فرایند بازنگری در قانون اساسی است، این عبارت گنجانده می‌شود که رعایت ذیل اصل پنجاه و نهم در مورد همه‌پرسی بازنگری در قانون اساسی لازم نیست. اما از آنجا که مبنای عمل تا قبل از تصویب تغییر در قانون اساسی، قانون اساسی مصوب سال ۵۸ است، همه‌پرسی بازنگری قانون اساسی بدون رعایت اصل پنجاه و نهم قانون اساسی برگزار شده‌است.